# Xylotoles scissicauda
Xylotoles scissicauda là một loài bọ cánh cứng trong họ Cerambycidae.